# Clay (voornaam)
Clay is een Engelstalige jongensnaam. Het is de verkorte vorm van Clayton of Clayborne. "Clay" is het Engelse woord voor "klei" en de naam zou verwijzen naar personen die met klei werkten of woonden bij kleiplaatsen.

## Bekende naamdragers
- Clay Regazzoni, Zwitsers Formule 1-coureur
- Clay Shaw, Amerikaans componist, dirigent, kornettist, saxofonist en trombonist
- Clay Shirky, Amerikaans schrijver